# او ماره
او ماره (به فرانسوی: Aux Marais) یک کمون در فرانسه است که در canton of Beauvais-Sud-Ouest واقع شده‌است. او ماره ۵٫۷۱ کیلومتر مربع مساحت دارد.